# 白山神社 (各務原市蘇原持田町)
白山神社（はくさんじんじゃ）は、岐阜県各務原市蘇原持田町に鎮座する神社（白山神社）。

## 概要
各務郡持田村（稲葉郡蘇原町大字持田。現・各務原市蘇原持田町）の産土神であり、権現山の麓（南西）に鎮座する。旧・村社。
創建時期は不明。1910年（明治43年）に持田地区内の無格社（多度神社（竜王大権現）、八幡神社（八幡宮）、白山神社（立山白山宮）、南宮神社（南宮））を合祀する。
現在の本殿、幣殿は2008年（平成20年）に新築されている。

## 祭神
- 伊弉諾神
- 伊弉冉神
- 菊理媛神

## 主な神事
- 例祭 - 4月第2日曜日[6]